# 2030-ті
2030-ті роки — IV десятиліття XXI століття нової ери, включає роки від 2030 до 2039. За Римським записом цифр — MMXXX — MMXXXIX.

## Очікувані події
- Припинення радіоконтакту з міжпланетним зондом Вояджер-2.
- 19 січня 2038 року — 32-бітні UNIX-годинники відкотяться до 1970 року.
- Політ людини на Марс.
- Прогноз Артура Кларка: Китай перевершить США по внутрішньому валовому продукту.

## Найвизначніший християнський ювілей
У 2033 році мільярди християн планети урочисто відзначатимуть 2000 років Голгофи-Розп'яття, Воскресіння та Вознесіння Ісуса Христа.

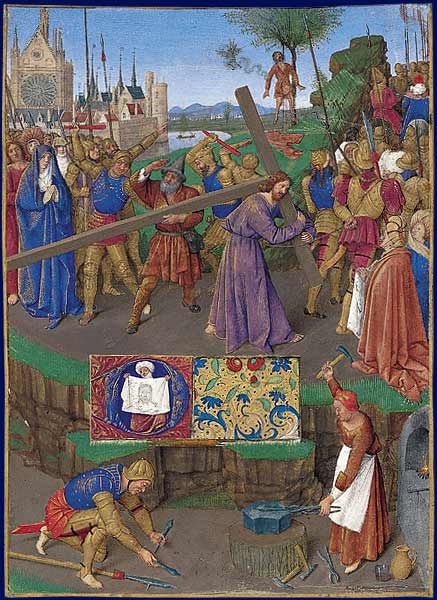
Хресна дорога Ісуса Христа
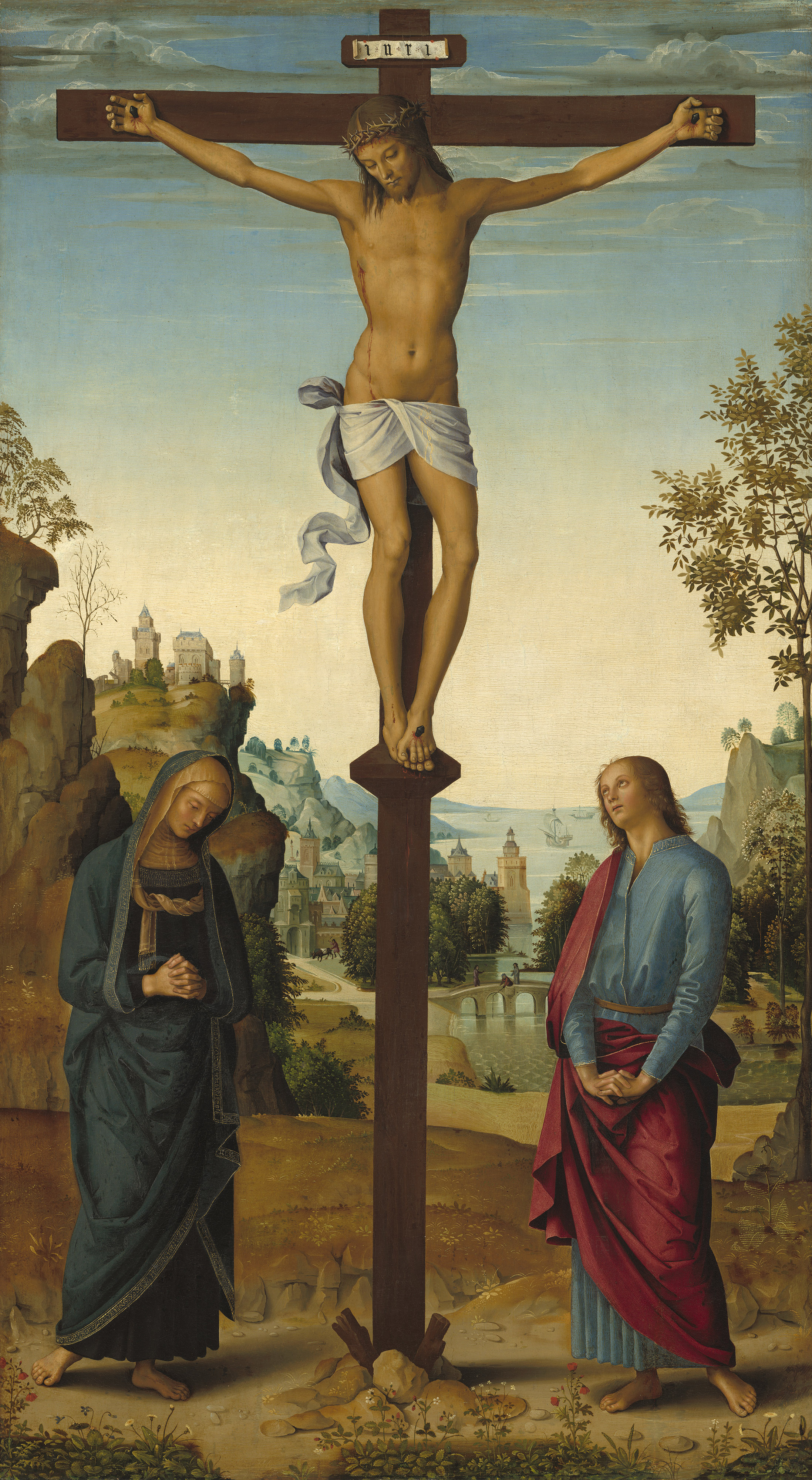
Розп'яття Христа, автор П'єтро Перуджино
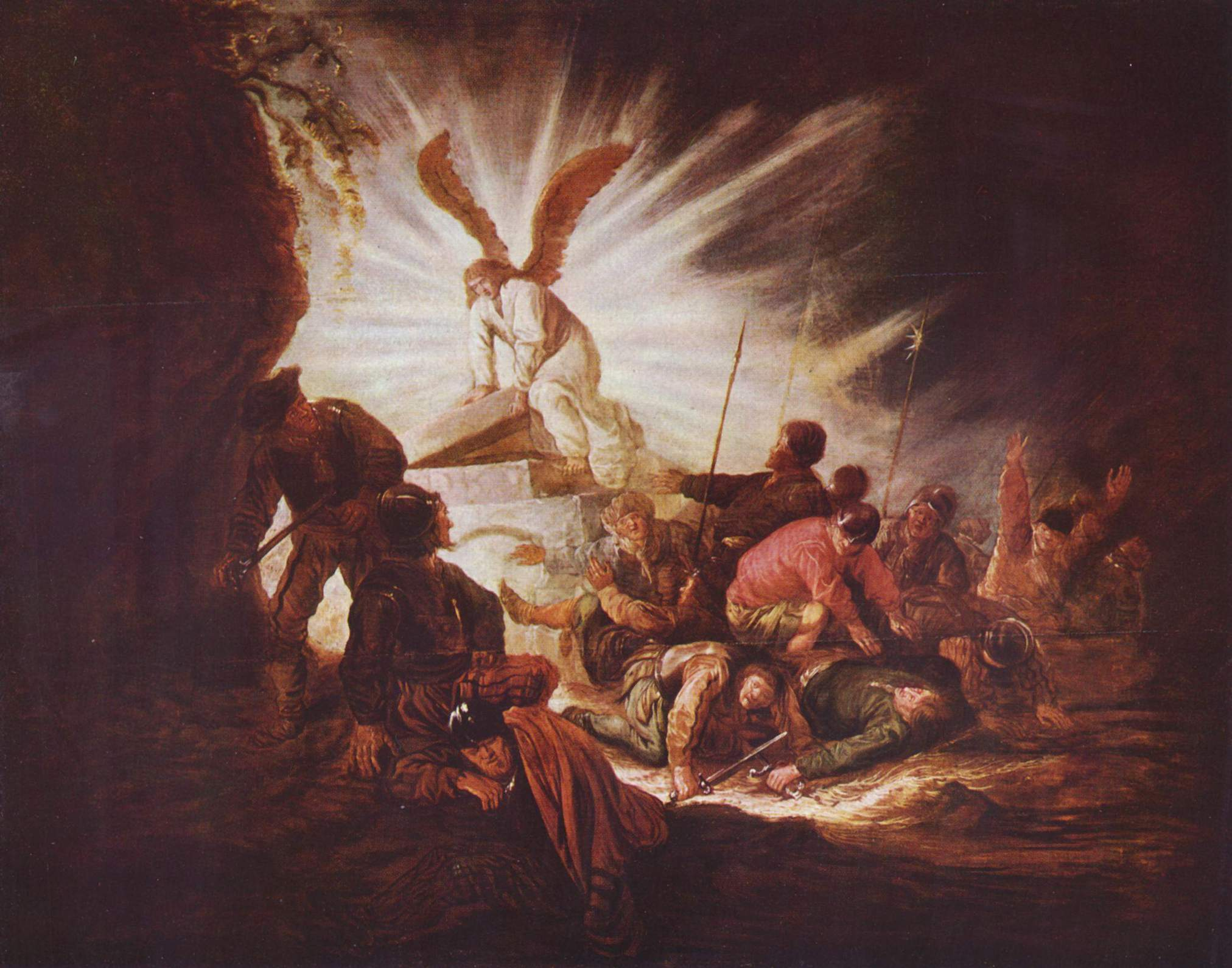
Христове воскресіння. Ангел відкриває Господній гріб. Беньямін Герітч (бл. 1640).
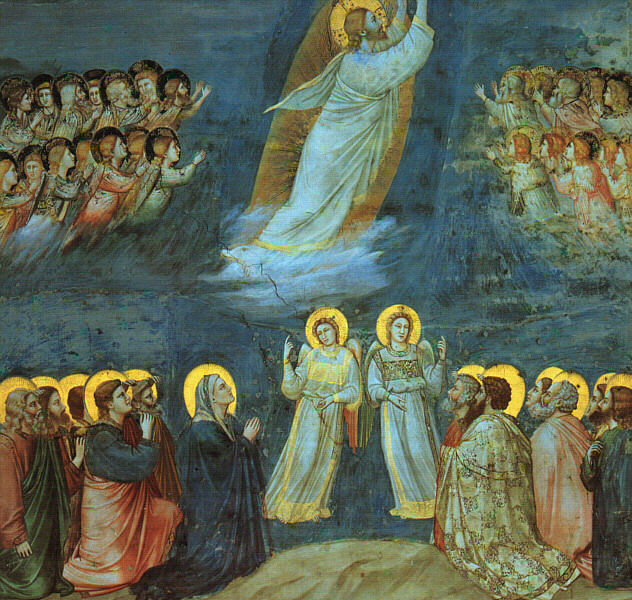
Вознесіння Ісуса Христа, автор Джотто ді Бондоне